# اسکوبی-دو! شب ۱۰۰ لولو
اسکوبی-دو! شب ۱۰۰ لولو (به انگلیسی: Scooby-Doo! Night of 100 Frights) یک بازی ویدئویی در ژانر سکوبازی و ماجراجویی است که در سال ۲۰۰۲ توسط کمپانی تی‌اچ‌کیو برای کنسول‌های پلی استیشن ۲، گیم کیوب و ایکس باکس منتشر شد. این بازی که براساس انیمیشن‌های محبوب اسکوبی-دو! می‌باشد، به عنوان بهترین اقتباس از این انیمیشن در دنیای بازی شناخته می‌شود. دنباله این بازی تحت عنوان اسکوبی-دو! ضرب و شتم مرموز در سال ۲۰۰۴ منتشر شد.

## بازخوردها
| گردآورنده  | امتیاز                                 |
| ---------- | -------------------------------------- |
| گیم‌رنکینگز | (Xbox) 70.83% (PS2) 69.54% (GC) 68.14% |
| متاکریتیک  | (PS2) 69/100 (GC) 68/100 (Xbox) 66/100 |

| ناشر                    | امتیاز                        |
| ----------------------- | ----------------------------- |
| آل‌گیم                   | [ ۱۱ ]                        |
| الکترونیک گیمینگ مانثلی | 7/10                          |
| گیم اینفورمر            | 6.5/10                        |
| گیم‌اسپات                | (PS2/GC) 7.3/10 (Xbox) 6.7/10 |
| گیم‌اسپای                | (PS2) 65% · (GC)              |
| گیم‌زون                  | (GC/Xbox) 8/10 (PS2) 7.8/10   |
| آی‌جی‌ان                  | (PS2/Xbox) 6.7/10 (GC) 6.1/10 |
| نینتندو پاور            | 3.7/5                         |
| نینتندو ورلد ریپورت     | 8.5/10                        |
| اوپی‌ام (ایالات متحده)   | [ ۲۷ ]                        |
| اواکس‌ام (ایالات متحده)  | 7.7/10                        |
| Maxim                   | 8/10                          |

| ناشر | جایزه                       |
| ---- | --------------------------- |
| Sony | "Greatest Hits Title, 2003" |